# Ovar
Ovar est une municipalité (en portugais : concelho ou município) du Portugal, située dans le district d'Aveiro et la région Centre.

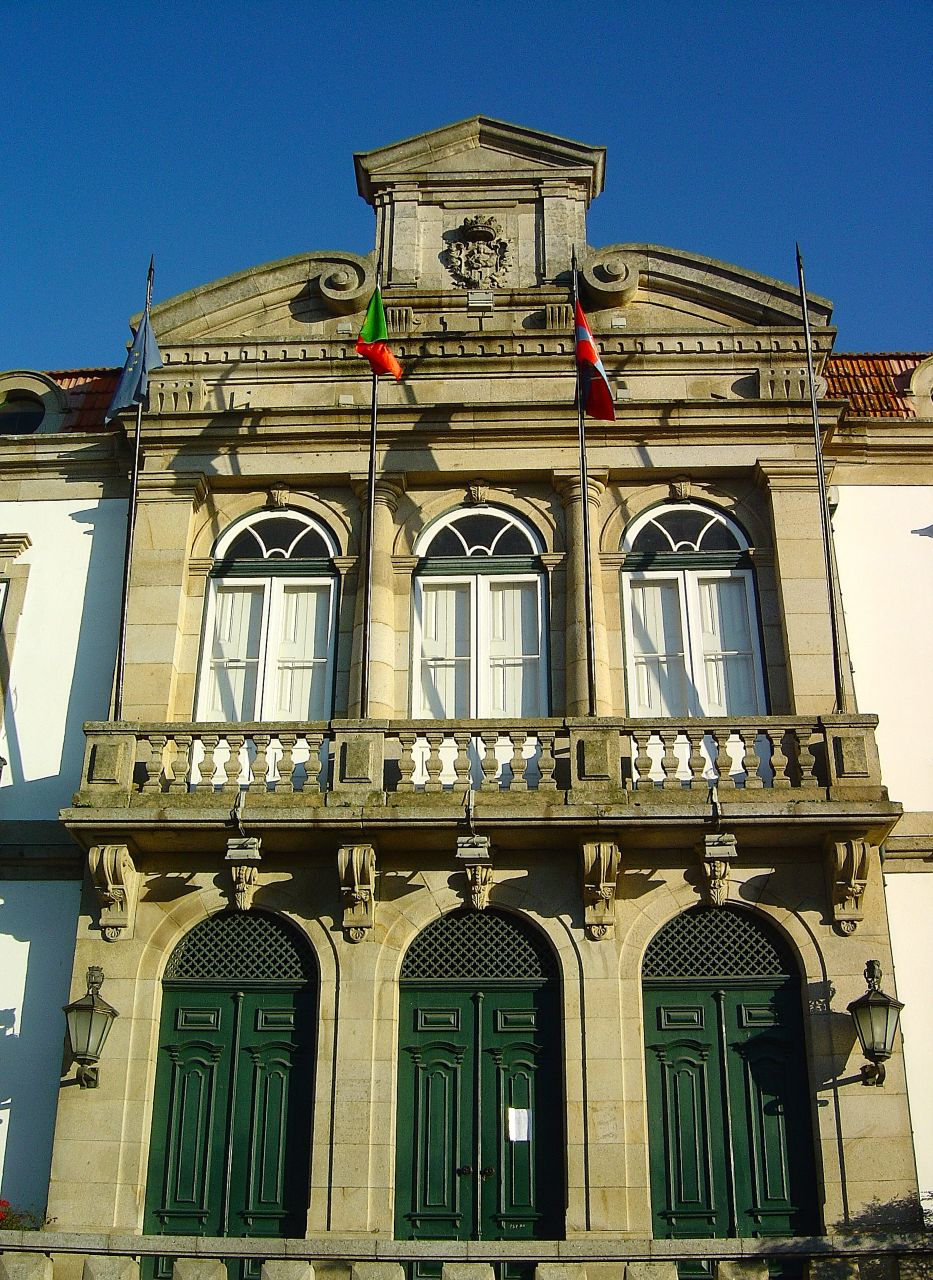
L'hôtel de ville.

## Géographie
Ovar est limitrophe :
- au nord, d'Espinho,
- au nord-est, de Santa Maria da Feira,
- à l'est, d'Oliveira de Azeméis,
- au sud, d'Estarreja et Murtosa.

Ovar dispose en outre d'une façade maritime, à l'ouest, sur l'océan Atlantique.

## Démographie
| 1801   | 1849   | 1900   | 1930   | 1960   | 1981   | 1991   | 2001   | 2004   |
| ------ | ------ | ------ | ------ | ------ | ------ | ------ | ------ | ------ |
| 10 822 | 10 075 | 25 605 | 29 970 | 35 320 | 45 378 | 49 659 | 55 198 | 56 715 |

## Subdivisions
Depuis la loi no 11-A/2013 du 28 janvier 2013, portant réorganisation administrative du territoire des freguesias, la municipalité d'Ovar regroupe 4 paroisses (freguesia en portugais) contre 8 auparavant :
- Cortegaça
- Esmoriz
- Maceda
- Ovar, São João, Arada e São Vicente de Pereira Jusã (fusion d'Ovar, São João, Arada et São Vicente de Pereira Jusã)
- Válega

## Jumelage
- Pithiviers (France) depuis 1993
- Peso da Régua (Portugal)